# Жінка в білому (роман)
«Жінка в білому» (англ. The Woman in White) — п'ятий опублікований роман Вілкі Коллінза, написаний в 1859 році. Це загадковий роман, який підпадає під жанр «сенсаційних романів».
Ця історія — ранній приклад детективної фантастики з головним героєм Волтером Гартрайтом, що використовує багато методів переслідування пізніших приватних детективів. Використання кількох оповідачів (включаючи майже всіх головних героїв) спирається на юридичну підготовку Коллінза і, як він зазначає у своїй преамбулі: «представлена тут історія буде розказана не одним пером, оскільки історію про злочин проти законів розповідає в суді не один свідок». У 2003 році Роберт Маккрум, який писав для «Обзервера», зачислив «Жінку в білому» під номером 23 у «100 найкращих романів усіх часів», а роман увійшов до списку під номером 77 у опитуванні BBC «Велике читання».

## Персонажі
- Волтер Гартрайт — молодий вчитель малювання, який відрізняється сильним почуттям справедливості.
- Фредерік Ферлі — багатий іпохондричний землевласник: дядько Лори Ферлі, що відрізняється головним чином своєю ввічливістю по відношенню до всіх інших персонажів.
- Лора Ферлі — ніжна, безглузда, симпатична племінниця містера Ферлі: спадкоємиця та сирота.
- Меріан Халкомб — старша зведена сестра Лори і її супутниця; не приваблива, але розумна і винахідлива. Вона описана як одне з «найкращих творінь у всій вікторіанській фантастиці» Джона Сазерленда[6].
- Анна Катерік («Жінка в білому») — ексцентрична молода жінка, яка відрізняється наполяганням на білому одязі; позашлюбна донька батька Лори.
- Джейн Катерік — несимпатична мати Анни; у зв'язку з сером Персівалем Глайдом у передачі доньки до притулку. Зображується як неприємний персонаж.
- Вінсент Гілмор — адвокат Ферлі і близький друг.
- Сер Персіваль Глайд, Баронет — наречений Лори, а потім чоловік; здатний виглядати чарівно і милостиво, коли забажає
- Граф Фоско — найближчий друг сера Персіваля; його повне ім'я — Ісідор Оттавіо Бальдассаре Фоско. Італієць, що страждає ожирінням, із таємничим минулим: ексцентричним, бомбастичним, урбаністичним, але розумним і загрозливим. Він тримає канарок і мишей як домашніх тварин. Граф дуже захоплюється Меріан за її інтелект, настільки, що він готовий заради неї скомпрометувати кілька слабких місць у своєму плані (наприклад, дозволити Меріан отримати Лауру з притулку).
- Графиня Фоско — тітка Лори: колись запаморочлива дівчина, а тепер безгуморна і покорна своєму чоловікові.
- Професор Песка — викладач італійської мови і добрий друг Уолтера. Професор знаходить роботу Уолтеру у Ліммеріджі, знайомлячи його з Лорою та Меріан, і виявляється несподіваним ворогом Фоско.

## Сюжет
Волтер Хартрайт, молодий учитель мистецтв, зустрічає та дає вказівки загадковій і засмученій жінці, повністю одягненій у біле, загубленій в Лондоні; пізніше йому повідомляють поліцейські, що вона втекла з притулку. Незабаром після цього він їде до Будинку Ліммеридж у Камберленді, найнявшись вчителем малювання за рекомендацією свого друга Песка, викладача італійської мови. Учні — Лора Ферлі, племінниця містера Ферлі та Маріан Халкомб, її віддана зведена сестра. Уолтер розуміє, що Лаура має дивовижну схожість з жінкою в білому, яку домогосподарство знає на ім'я Анна Катерік, психічно непрацездатна дитина, яка раніше жила неподалік від Ліммеріджа і була віддана матері Лори, яка спочатку одягла її в біле.
Протягом наступних кількох місяців Волтер і Лора закохуються, незважаючи на заручини Лори із сером Персівалем Глайдом, баронетом. Зрозумівши це, Маріан радить Уолтеру залишити Ліммеридж. Лора отримує анонімний лист із застереженням вийти заміж за Глайда. Уолтер приходить до висновку, що Анна надіслала листа і знову зустрічає її в Камберленді; він переконується, що Глайд спочатку розмістив Анну у притулку. Незважаючи на сумніви сімейного адвоката щодо фінансових умов шлюбного врегулювання, що дасть цілий статок Лаури Глайд, якщо вона помре, не залишивши спадкоємця, і зізнання Лори, що вона кохає іншого чоловіка, Лора і Глайд одружуються в грудні 1849 р. і подорожують Італією півроку. Одночасно Вальтер приєднується до експедиції до Гондурасу.
Через півроку сер Персіваль та леді Глайд повертаються до свого будинку, парку Блеквотер, в Гемпширі; у супроводі друга Глайда, графа Фоско (одруженого з тіткою Лори). Меріан на прохання Лори проживає в Блекуотері і дізнається, що Глайд зазнає фінансових труднощів. Глайд намагається знущатись над Лорою, щоб вона підписала документ, який би дозволив йому скористатися її шлюбним врегулюванням у розмірі 20 000 фунтів стерлінгів. Лора відмовляється це робити. Анна, яка зараз невиліковно хвора, їде до парку Блеквотер і зв'язується з Лорою, кажучи, що у неї є таємниця, яка зруйнує життя Глайда. Перш ніж вона зможе розкрити таємницю, Глайд виявляє їхнє спілкування, і, вірячи, що Лора знає його таємницю, стає надзвичайно параноїчним і намагається утримати її під Блеквотером. Проблема відмови Лори віддати своє багатство та знання Анни про його таємницю Фоско змовляється використовувати схожість між Лорою та Анною для обміну їхніми двома особами. Сер Персіваль і Фоско змусять обох осіб поїхати з ними до Лондона; Лору помістять у притулок під особистістю Анни, а Анну поховають під особою Лори після її неминучої смерті. Меріан підслуховує план, щоб зрозуміти, що вони складають змову проти чийогось життя, але не з якимись деталями, але просочується дощем у своїй схованці та стискається з тифом.
Поки Меріан хвора, Лора змушена поїхати до Лондона, і зміна ідентифікації виконана. Анна Катерік піддається своїй хворобі і похована як Лора, в той час як Лора піддається наркотикам і доставлена до притулку як Анна. Коли Меріан відвідує притулок, сподіваючись дізнатися щось від Анни, вона виявляє Лору, до якої її співробітники ставилися як до оманливої Анни, коли вона протестує проти своєї справжньої особистості як Лора. Меріан підкуповує медсестру, і Лора втікає. Тим часом Волтер повернувся з Гондурасу, і троє живуть інкогніто в Лондоні, будуючи плани відновити особу Лори. Під час своїх досліджень Волтер відкриває секрет Глайда: він був незаконнонародженим, а отже, не мав права успадкувати титул або майно. У вірі, що Волтер відкрив або відкриє його таємницю, Глайд намагається спалити викривальні документи, але гине у полум'ї. Від матері Анни (Джейн Катерік) Уолтер дізнається, що Анна ніколи не знала, в чому секрет Глайда. Вона лише знала, що навколо Глайда є таємниця, і повторювала слова, сказані її матір'ю в гніві, щоб погрожувати Глайду. Правда полягала в тому, що мати Глайда вже була одружена з ірландцем, який покинув її, і не була вільною вийти заміж повторно. Хоча він не мав проблем з претензією на маєток, Глайд потребував свідоцтва про одруження батьків, щоб позичити гроші. Тому він пішов до церкви в селі, де жили його батьки разом і де вікарій (священик Церкви Англії), який служив там, давно помер, і додав до церковного реєстру фальшивий шлюб. Місіс Катерік допомогла йому отримати доступ до реєстру і була винагороджена золотим годинником та щорічною виплатою.
Зі смертю Глайда в пожежі під час спроби знищити дублікат реєстру, тріо захищене від переслідування, але їм все ще не вдається довести справжню особу Лори. Уолтер підозрює, що Анна померла до поїздки Лаури до Лондона, і доказом цього буде підтвердження їх історії, але лише Фоско знає дату. Уолтер працює з листом, який він отримав від колишнього роботодавець місіс Кетрік про те, що Анна була позашлюбною дитиною батька Лори, зробивши її зведеною сестрою Лори. Під час візиту до опери з Песка він дізнається, що Фоско зрадив італійське націоналістичне суспільство, членом якого є Песка. Коли Фоско готується втекти з країни, Волтер вимагає від нього письмового визнання в обмін на безпечний проїзд з Англії. Особистість Лори юридично відновлена, а напис на її надгробку замінено написом Анна Катерік. Фоско втікає, але його вбиває інший агент суспільства. Щоб забезпечити законність його зусиль з її боку, Вальтер і Лора одружилися раніше; після смерті Фредеріка Ферлі їх син успадковує Ліммеридж.

## Публікація
Вперше роман був опублікований у серійній формі в 1859–60, з'явившись у журналі Чарльза Діккенса «Цілий рік» (Велика Британія) та «Harper's Weekly» (США). Він був опублікований у вигляді книги у 1860 році.

## Критика
Роман мав надзвичайний успіх у комерційному плані, але сучасні автору критики, як правило, були ворожими. Сучасні критики та читачі вважають його найкращим романом Коллінза: погляд, з яким Коллінз погодився, оскільки це єдиний з його романів, названий у вибраній ним епітафії: «Автор» Жінки в білому «та інших художніх творів».

## Адаптації

### Театр
- 1860 Театр сюррейської сценічної мелодрами «Жінка в білому»
- 1871 Вілкі Коллінз сценічна мелодрама «Жінка в білому»
- 1975 Тим Келлі сценічна мелодрама «Егад», «Жінка в білому»
- 2004 Ендрю Ллойд Веббер сценічний мюзикл «Жінка в білому»
- 2005 Сценічна вистава Констанс Кокс «Жінка в білому»[9]

### Кіно і телебачення
- два американських німих фільми 1912 року
  - Жінка в білому
- два американських німих фільми 1917 року
  - Жінка в білому з Флоренцією Ла Баді
  - Заплутане життя
- 1921 австрійський німий фільм «Жінка в білому»
- Британський німий фільм 1929 року, адаптований Робертом Калленом, в головних ролях Хаддон Мейсон у ролях Уолтера Хартрайта та Луїзи Пруссінг у ролі Меріан Халкомб
  - Жінка в білому
- Фільм 1940 року «Злочини в темному домі» (1940) режисера Джорджа Кінга вільно знятий за мотивами «Жінки в білому» з Тодом Слотером, який виконує роль фальшивого сера Персіваля Глайда і Хей Петрі в ролі графа Фоско, перейменованого на «Доктора Ісидора Фоско». .
- 1948 рік — голлівудський фільм, адаптований Стівеном Морхаузом Евері в головних ролях Гіг Янг у ролі Уолтера Гартрайта, Алексіс Сміт у ролі Меріан Халкомб, Елеонора Паркер у ролі Лори Ферлі / Енн Кетрік та Сідней Грінстріт у ролі графа Фоско.
- 1971 Німецький телесеріал Жінка в білому, адаптовано Хербертом Асмоді, режисер Вільгельм Земмелрот, в ролях Крістоф Банцер у ролі Вальтера Хартрайта, Хайделінде Вайс у ролі Лори Ферлі / Анна Катерік та Еріка Полмана в ролі графа Фоско.
- 1980 RAI Television (Італійська національна суспільна мовна компанія), чотири серії. Режисер: Маріо Моріні; Сценарій: Ідальберто Фей та Джованнілла Гайпа, в ролях Анна Марія Герарді (Меріан Халкомб), Мікаела Есдра (Лаура Глайд, уроджена Ферлі), Паоло Боначеллі (Персіваль Глайд), Ліно Тройсі (граф Фоско)
- 1982 Міні-серіал BBC, адаптований Реєм Дженкінсом, в головних ролях Деніел Герролл у ролі Вальтера Хартрайта та Діани Квік у ролі Маріан Халкомб
- 1982 радянський фільм під російською назвою «Женщина в белом», режисер Вадим Дербенйов, а Олександр Абдулов у ролі Волтера Хартрайта та литовська актриса Гражина Байкштіте як Лора Ферлі та Анни Катерік
- 1997 р. Телесеріал BBC, адаптований Девідом Пірі, в головних ролях Ендрю Лінкольн у ролі Волтера Хартрайта і Тари Фіцджеральд у ролі Маріан Халкомб; також транслювався на телебаченні PBS у 1998 році
- 2018 «Жінка в білому» (2018 серіал) була адаптована Фіона Серес для BBC. У цій серії Бен Харді знявся в ролі Уолтера Хартрайта, а Джессі Баклі — у ролі Меріан Халкомб. Він вийшов у Великій Британії навесні 2018 року у п'яти серіях.

### Радіо
- Адаптація Говарда Агга з 12 частин, що транслювалася на радіо ВВС 4, 12 жовтня — 28 грудня 1969 р., Пітер Болдуін — Вальтер Хартрайт, Маргарет Волфіт — Меріан Холкомб, Патрісія Галлімор — Лора Ферлі, Деніс Готорн — сер Персіваль Глайд та Френсіс де Вольф у ролі графа Фоско[10].
- Адаптація з чотирьох частин Мартіна Уейда, що транслювалася на класичному серіалі BBC Radio 4 11 листопада — 02 грудня 2001 року, з Тобі Стівенсом у ролі Уолтера Хартрайта, Джульєтті Обрі в ролі Маріан Халкомб, Емілі Бруні в ролі Лори Ферлі, Джеремі Клайд у ролі сера Персівала Глайда та Філіпа Восс у ролі графа Фоско[11].

### Комп'ютерні ігри
- «Вікторіанські таємниці: Жінка в білому», створено FreezeTag Games (2010)

## Український переклад
Український переклад роману здійснив О. Мокровольський і він був уперше опублікований у 1989 році.

### Видання українського перекладу
- Коллінз Уїлкі. Твори в 2 т. — К. : Дніпро, 1989 — т. 1 : Жінка в білому : Роман / перекл. з англ. О. Мокровольського; передм. І. Києнко; худ. А. Хмара — 586 с. ; іл. Накл. 400000 пр. ISBN 5-308-00472-2;
- Коллінз Уїлкі. Жінка у білому : Роман / перекл. з англ. О. Мокровольського;  худ. Н. Клочкова — К. : Країна Мрій — КМ-Букс, 2016 — 672 с.; іл. (серія Улюблені книжки). ISBN 978-617-7409-05-1;
- Коллінз Вілкі. Жінка у білому : Роман / перекл. з англ. О. Мокровольського — Харків : Фоліо, 2023 — 685 с. (серія «Світова класика»). ISBN 978-617-551-133-6.